# Werner Rohde (Fotograf)
Werner („Tüt“) Rohde (* 16. Mai 1906 in Bremen; † 15. Januar 1990 in Worpswede), obwohl als Maler ausgebildet und in der zweiten Lebenshälfte nur noch als Glasmaler arbeitend, war er vor allem als Fotograf bedeutend.

## Leben
Er wurde 1906 als Sohn des Georg Karl Rohde geboren, der in Bremen eine bedeutende Werkstatt für Glasmalerei führte. Nach dem Abitur 1925 besucht er bis 1927 die Kunstgewerbeschule Burg Giebichenstein in Halle, vor allem die Malereiklasse von Prof. Erwin Hahs, der Rohde stark beeinflusste. Aus dieser Zeit stammen einige Plakatentwürfe im Stil der Neuen Sachlichkeit. Bei Hans Finsler belegte er Fotokurse. Unsicher über seine Fähigkeiten als Künstler und gedrängt von seinem Vater, sich stärker dem Kunsthandwerk zu widmen, um später den Betrieb übernehmen zu können, kehrt er in die bremische Werkstatt zurück und beginnt eine Lehre als Glasmaler. Zugleich widmet er sich intensiv der Fotografie und experimentiert mit der Plattenkamera seines Vaters. Von Juni bis November 1929 lebte er in Paris, wo er die Berliner Fotografin Marianne Breslauer und den Maler Paul Citroen kennenlernt. Im gleichen Jahr wurden von ihm in der Ausstellung Film und Foto des Deutschen Werkbundes in Stuttgart erstmals fotografische Arbeiten ausgestellt. Auf der 5. Triennale in Mailand 1933 erhielt er eine Goldene Medaille. Doch eine von lokalen Nationalsozialisten bereits angefeindete Ausstellung 1935 im Graphischen Kabinett von Peter Vogt in Bremen ist seine letzte öffentliche Präsentation vor dem Zweiten Weltkrieg. Aufträge, unter anderem vom Focke-Museum, bekam er nur noch vereinzelt und auch die väterliche Werkstatt verlor an Bedeutung. 1937 heiratete Werner Rohde seine langjährige Freundin Renata Bracksiek („Nana“), die in Bremen einen Modesalon führte. Nach dem Krieg nahm er sein fotografisches Schaffen nicht wieder auf, sondern widmete sich in Worpswede der Glasmalerei und Hinterglasmalerei.

## Werk
Schon die frühen Aufnahmen Rohdes aus seiner Zeit in Halle zeigen ungewöhnliche Experimentierlust. Fotomontage, Doppelbelichtungen, extreme Ober- und Untersichten, bewusste Unschärfen sind seine formalen Stilmittel. Viele seiner Aufnahmen haben etwas Spielerisches, Experimentelles, als seien sie Fingerübungen auf dem Weg zur Freien Malerei. In Paris hatte er sich noch auf Situationen des Urbanen fokussiert, doch in den 1930er Jahren widmet er sich fast ausschließlich zwei Themen: Neben wenigen arrangierten Sachaufnahmen mit raffinierter Lichtführung und artifiziell anmutenden Motiven, z. B. Puppen, bestimmt vor allem die Einzelfigur sein für einen Fotografen eher schmales Werk. Surreal stilisierte und verfremdete Selbstporträts stehen neben effektvoll komponierten Modefotos.
Sein Werk konzentriert sich heute in wenigen Museen und Sammlungen, vor allem der Sammlung F. C. Gundlach.
Rohdes Glasfenster mit Motiven aus der Schifffahrt befinden sich im Treppenhaus des Campus Werderstraße 73 der Hochschule Bremen, der früheren Hochschule für Nautik.